# Helmut Aris

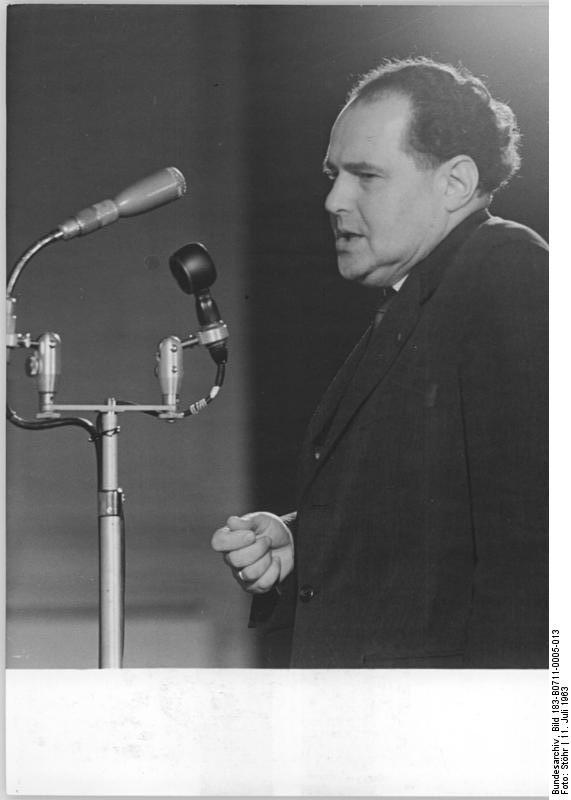
Helmut Aris (1908-1987)

Helmut Aris (Dresden, 8 mei 1908 - ald., 22 november 1987), was voorzitter van het Verband der Jüdischen Gemeinden in der DDR.

## Biografie
Zoon van een fabriekseigenaar. Hij bezocht het König-Georg-Gymnasium te Dresden en volgde daarna een opleiding tot koopman. In 1933 werd hij lid van de SPD. In 1938 werd hij voor het eerst gevangengenomen door de nazi's, maar vanwege zijn niet-joodse echtgenote werd hij vrijgelaten. Hij was daarna van 1938 tot 1940 werkloos; van 1940 tot 1945 verrichtte hij dwangarbeid Zijn moeder werd in 1942 naar Riga gedeporteerd, waar zij om het leven kwam. Na de Tweede Wereldoorlog werd hij opnieuw lid van de SPD; in 1946 werd hij na de gedwongen fusie van de SPD met de KPD, automatisch lid van de SED. Hij was aanvankelijk werkzaam als manager van een chemische fabriek in Dresden en daarna bekleedde hij verschillende bestuursfuncties binnen Oost-Duitse industriële staatsbedrijven.
Aris, die actief was binnen de Joodse Gemeente in Dresden, trad in 1948 toe tot het bestuur en werd in 1953 voorzitter van het bestuur van de Joodse Gemeente van zijn vaderstad. In 1952 was hij medeoprichter van het Verband der Jüdischen Gemeinden in der DDR en bekleedde het vicevoorzitterschap (1952-1962) en daarna het voorzitterschap (1962-1987) van deze organisatie. Van 1969 tot 1987 was hij ook lid van het Presidium van de Nationale Raad van het Nationale Front van de DDR en het Presidium van de Vredesraad van de DDR. Daarnaast was hij lid van het bestuur van de Liga voor de Verenigde Naties en de centrale leiding van het Comité voor Anti-Fascistische Verzetsstrijders. Helmut Aris overleed in 1987. Hij werd begraven op het Neuer Jüdischer Friedhof in Dresden.

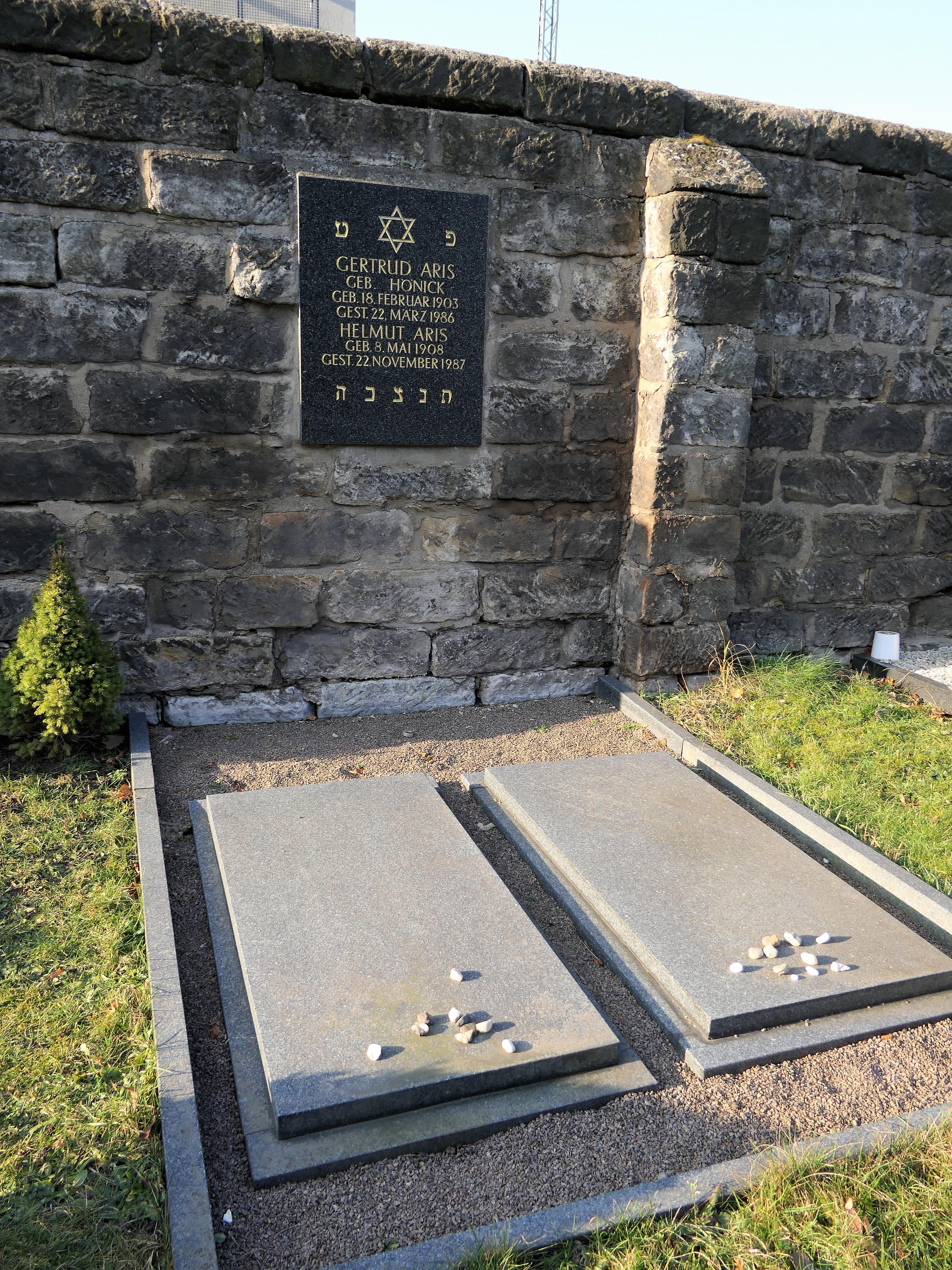
Graf van Helmut Aris en zijn vrouw

Hoewel hij nauw samenwerkte met de Oost-Duitse autoriteiten weigerde hij in 1965 zijn handtekening te zetten onder een document dat het zionisme en de Staat Israël veroordeelde.

## Onderscheidingen
- Deutsche Friedensmedaille (1983)
- Vaderlandse Verdienstenorde in Goud (1986)[2]